# BBC Radio nan Gàidheal

BBC Radio nan Gàidheal, ou RnanG est une station de radio de langue gaélique du groupe BBC Scotland, émettant sur l'ensemble du territoire écossais.
BBC Radio nan Gàidheal appartient au groupe British Broadcasting Corporation (BBC).
Radio nan Gàidheal signifie « radio des Gaels », mais « radio » est un mot anglais (l’orthographe gaélique est rèidio).
Des programmes en gaélique écossais sont diffusés en Écosse depuis 1923, mais la BBC n’a créé son département gaélique qu’en 1935, appelé à l’époque BBC Radio na Gàidhealtachd. Le 5 octobre 1979, une autre station gaélique de la BBC (Radio nan Eilean) a été créée à Steòrnabhagh. Depuis le 1er octobre 1985, ces deux départements ont été réunis pour former RnanG.
La station est disponible à partir de transmetteurs FM partout en Écosse: sa licence de service stipule que "BBC Radio nan Gàidheal devrait être disponible tous les jours sur l'ensemble de l'Écosse, sur la FM et plus généralement sur par radiodiffusion numérique et sur les chaînes de télévision numérique, et peut être diffusée en simultané sur l'Internet».
Elle est aussi accessible à partir des plateformes de radiodiffusion sonore numérique (DAB) ou directement en ligne.
Les programmes de Radio nan Gàidheal sont aussi diffusés en audiovisuel sur la chaîne de télévision numérique gaélique BBC Alba pendant les périodes où la chaîne n’émet pas.